# Zewde Gabre-Selassie
Dejazmach Zewde Gabre-Selassie (amharisch ሥላሴ; * 13. Oktober 1926 in Metcha, Provinz Shewa; † 2008) war ein äthiopischer Politiker, Diplomat und Historiker.

## Biografie

### Politische und diplomatische Laufbahn
Gabre-Selassie entstammte der kaiserlichen Familie und war ein Ururenkel von Kaiser Yohannes IV. sowie Cousin von Kaiser Haile Selassie und trug dadurch den Titel Dejazmach, den ältesten militärischen Würdenträgertitel und einer der ältesten Titel am Hof der Kaiser von Äthiopien.
Bereits früh übernahm er politische Ämter und war zunächst Gouverneur der Provinz Shewa und dann zwischen 1957 und 1960 Bürgermeister von Addis Abeba und wurde danach zum Botschafter in Somalia ernannt. 1961 kehrte er nach Addis Abeba zurück und war von 1961 bis 1963 Justizminister. Aufgrund seiner liberalen Ansichten während des Prozesses gegen General Mengistu Neway geriet er jedoch bei Kaiser Haile Selassie in Ungnade und ging danach ins selbstauferlegte Exil.
Nach seiner Begnadigung durch den Kaiser war er zwischen 1972 und 1974 Ständiger Vertreter bei den Vereinten Nationen in New York City.
Nach seiner Rückkehr nach Äthiopien wurde er zunächst im März 1974 Innenminister und dann im Anschluss von Mai bis September 1974 Stellvertretender Premierminister und Außenminister in der letzten Regierung Kaiser Haile Selassies. Das Amt des Außenministers hatte er zwischen September und Dezember 1974 auch noch unter Haile Selassies Nachfolger Amha Selassie I. inne, trat jedoch wegen der blutigen Niederschlagung von Protesten im November 1974 zurück. Nach der endgültigen Entmachtung der kaiserlichen Familie ging er ins Exil.

### Historiker und Auszeichnungen
Gabre-Zelassie war auch ein anerkannter Historiker und Kenner der äthiopischen Geschichte, aber auch des Christentums in Äthiopien. Zu seinen bekanntesten Fachbüchern gehören:
- Yohannes IV of Ethiopia: A political biography. Oxford 1975, ISBN 0-19-821695-5.[1]
- Eritrea-Ethiopia. In the context of the Red Sea and Africa. Smithsonian Institute, Washington D.C.
- The Battle of Adwa. Reflections on Ethiopia's Historic Victory against European Colonialism.[2] Co-Autor, 2005, ISBN 0-87586-414-7.
- Das christliche Äthiopien. Geschichte, Architektur, Kunst. Co-Autor, 2005, ISBN 3-7954-1541-1.

Für seine Verdienste wurde er mehrfach ausgezeichnet und erhielt unter anderem das Großkreuz des griechischen Phönix-Ordens sowie die Kommandeurstufe des norwegischen Sankt-Olav-Ordens.